# Emiliano Zapata, Huatlatlauca
Emiliano Zapata är en ort i Mexiko.   Den ligger i kommunen Huatlatlauca och delstaten Puebla, i den sydöstra delen av landet, 150 km sydost om huvudstaden Mexico City. Emiliano Zapata ligger 1 747 meter över havet och antalet invånare är 385.
Terrängen runt Emiliano Zapata är huvudsakligen kuperad, men söderut är den platt. Runt Emiliano Zapata är det ganska glesbefolkat, med 29 invånare per kvadratkilometer. Närmaste större samhälle är Molcaxac, 7,9 km öster om Emiliano Zapata. I omgivningarna runt Emiliano Zapata växer huvudsakligen savannskog.